# Abalessa
Abalessa est une commune algérienne, située dans la wilaya de Tamanrasset et à 80 km du chef-lieu, au sud-est de l'Algérie. Le dernier recensement datant de 2008 établit le nombre d'habitants de la commune à 9163 habitants dont 3 899 habitants pour le seul chef-lieu de la commune.

## Étymologie
Abalessa signifie « lieu cultivable » en tamazight.

## Géographie

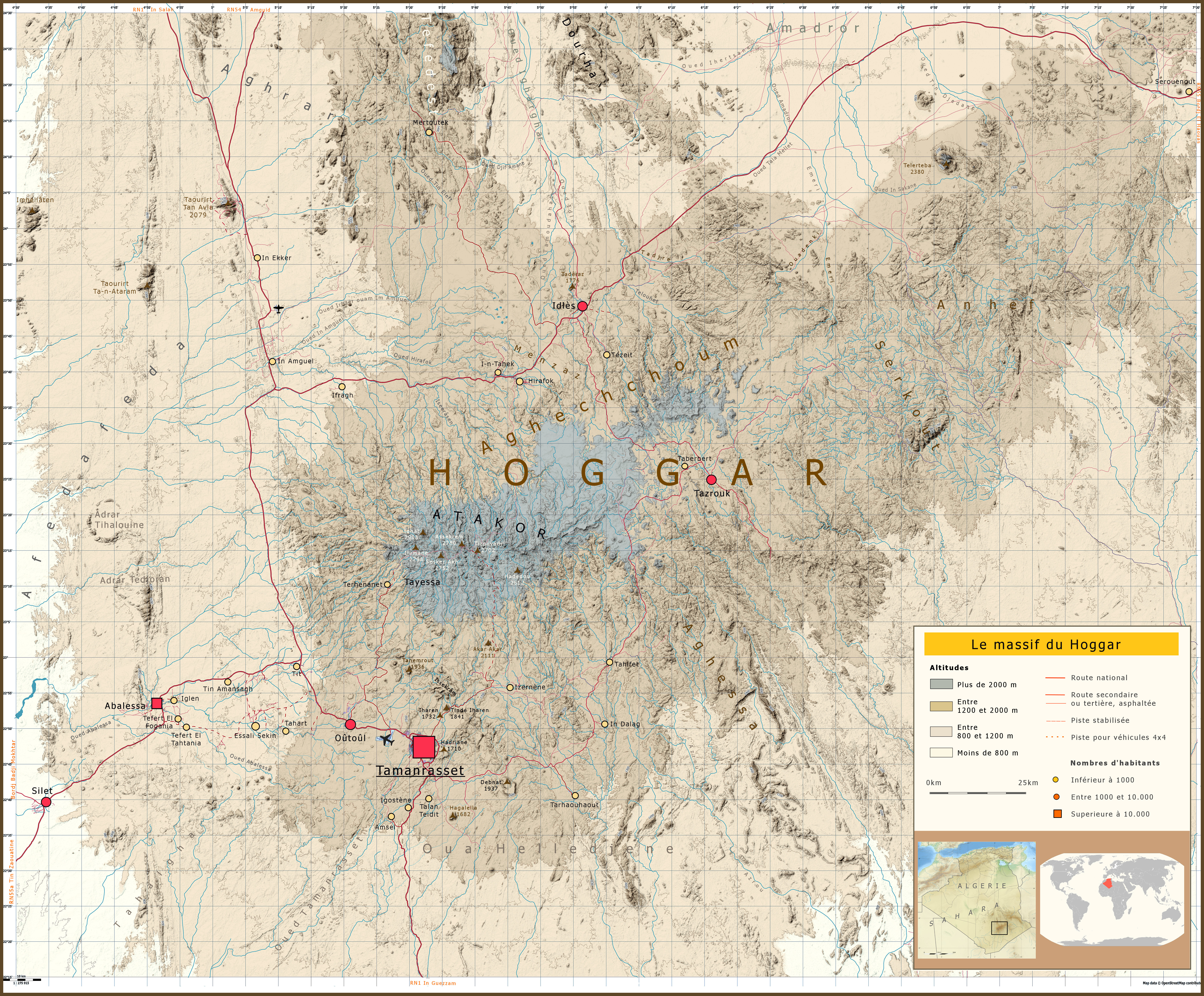
Carte du massif du Hoggar avec Abalessa à l'ouest de Tamanrasset

Abalessa se trouve à 80 km à l'ouest du chef-lieu de la wilaya. Le code postal de la commune est 11012.

## Histoire
Cette commune est célèbre pour le Tombeau de Tin Hinan, ancêtre mythique et reine des Touaregs. Cette femme serait arrivée dans la région de l'Ahaggar et y aurait vécu au IVe siècle ou Ve siècle apr. J.-C. En 1925, des archéologues ont découvert près d'Abalessa un caveau avec un squelette appartenant à une femme, ainsi que son mobilier. Ils attribuèrent le squelette à Tin Hinan.
Aujourd'hui, le squelette de Tin Hinan est exposé au musée national du Bardo, à Alger. Le monument funéraire dans lequel elle fut découverte continue d'être une attraction touristique très prisée par les touristes visitant Tamanrasset.

## Culture
- Premier festival du dromadaire du 7 au 9 janvier 2011.